# Wilson Idemudia
Wilson Idemudia (9 giugno 1994) è un ex giocatore di football americano svizzero che ha giocato nel ruolo di defensive back.